# Hebius pryeri
Hebius pryeri (вуж Праєра) — вид змій родини полозових (Colubridae). Ендемік Японії. Вид названий на честь британського натураліста Генрі Джеймса Стовіна Праєра.

## Поширення і екологія
Вужі Праєра мешкають на островах Амамі та Окінава в архіпелазі Рюкю. Вони живуть у водно-болотних угіддях, на рисових полях та в струмках. Живляться амфібіями і пуголовками, іноді ящірками. Самиці в період з кінця травня до кінця серпня відкладають від 2 до 6 яєць.